# Jean-Jacques Laffont
Jean-Jacques Marcel Laffont (* 13. April 1947 in Toulouse; † 1. Mai 2004 in Colomiers) war ein französischer Ökonom, dessen Fachgebiet die Untersuchung des Öffentlichen Sektors und die Informationsökonomie war. 

## Leben
Er studierte an der Universität Toulouse und an der École National de la Statistique et de l’Administraion Economique (ENSAE) in Paris und erhielt 1975 den Doktortitel in Wirtschaft von der Harvard University.
Laffont war ein Pionier im Gebiet der imperfekten Information sowie staatlichen Anreizen und staatlicher Regulation. Sein Buch A Theory of Incentives in Procurement and Regulation (1993, zusammen mit dem späteren Nobelpreisträger Jean Tirole) ist ein grundlegendes Werk über die staatliche Regulation von Unternehmen und den öffentlichen Sektor. 1993 wurden er und Tirole in die American Academy of Arts and Sciences aufgenommen. Zusammen mit David Martimort verfasste Laffont im Jahre 2002 The Theory of Incentives: The Principal-Agent Model, ein Werk über Informationsökonomie und wirtschaftliche Anreize (siehe: Prinzipal-Agent-Theorie). Sein letztes Buch Regulation and Development behandelte die Wirtschaft von gering entwickelten Ländern.